# Чернышевские пески
Чернышёвские пески ― особо охраняемая природная территория. Представляет собой небольшое лесное урочище, расположенное в Советском районе Ростовской области. Образовано в 1906 году.

## Экосистема
Чернышёвские пески ― ботанический памятник природы местного значения с режимом заказника. Урочище является местом отдыха
людей и примером закрепления песков. Имеет природоохранное, водоохранное, рекреационное значение. Находится в удовлетворительном состоянии, но частые пожары могут привести к выгоранию.

## История
В Ростовской области большие площади занимают именно песчаные почвы. В результате их интенсивной эксплуатации они ещё в XIX ― начале XX вв. в некоторых районах превратились в подвижные пески, которые засыпали станицы, пастбища, пашни. В 1906 г. на чирских песках было образовано Чернышёвское лесничество, в задачу которого входило проведение работ по успокоению сыпучих подвижных песков. Лесные культуры были высажены на участках, непригодных для выращивания сельскохозяйственных культур и выпаса домашних животных, в виде полос длиной 120-130 м и шириной 25-30 м с оставлением между ними межполосных пространств таких же размеров. В посадках преобладали сосна обыкновенная и крымская.
Большинство лесных насаждений, состоящих из сосны, берёзы, акации белой и других пород вокруг станиц Вёшенской, Гундоровской, Еланской, Мигулинской, Казанской и других были заложены в первые два-три десятилетия XX века и сохранены до наших дней.

## Ландшафт

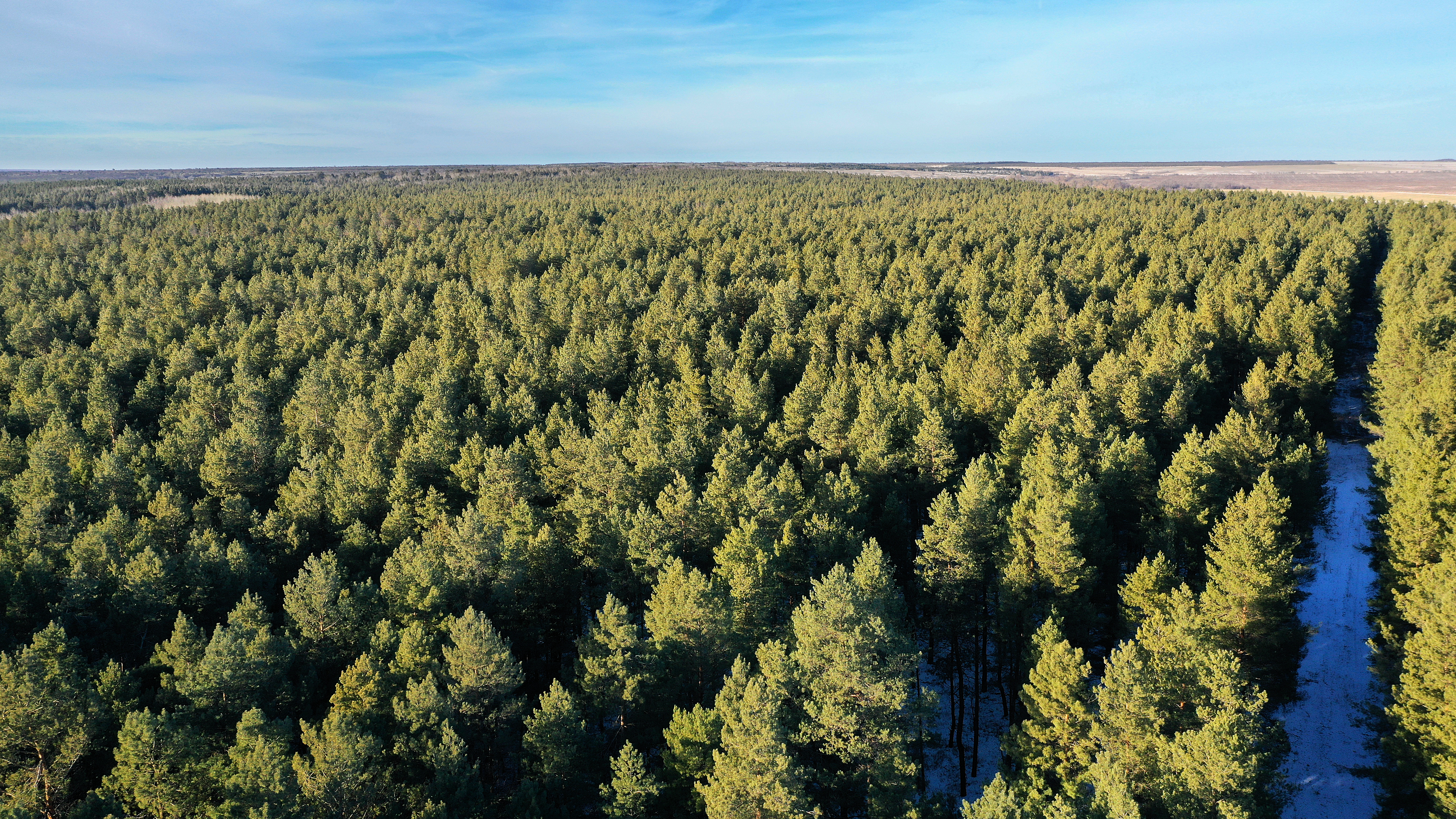
Чернышёвские пески

В районе урочища Чернышёвские пески рельеф ландшафта ― волнистый, почва ― песчаная, сухая.

## Флора
Напочвенный травянистый покров в основном представлен песчаной кохией, австралийской полынью, душистым чабрецом, русским ракитником, злаковыми.
Некоторые из растений произрастающих на этой территории занесены в Красную книгу России, другие – активно используются в фармацевтике.
Имеющиеся в настоящее время искусственные насаждения сосны обыкновенной были заложены в 1939 г. семенами местного происхождения. Высота деревьев сейчас составляет более 10м, диаметры стволов 16-18 см, последний раз плановые уходовые рубки проводились в 1995 г.

## Фауна
Из животного мира, помимо широко распространенных видов (ежа белогрудого, лисицы, зайца-русака и др.), представлены псаммофильные организмы (медляк шаровидный, шелковистый хрущик, гоплия малая, мраморный хрущ и т.д.). Также здесь встречается ряд ценных и редких растений и животных.